# Gøran Johannessen
Pour les articles homonymes, voir Johannessen.
Gøran Søgard Johannessen, né le 26 avril 1994 à Stavanger, est un joueur de handball international norvégien évoluant au poste de demi-centre.
Avec la Norvège, il est notamment vice-champion du monde en 2017 et 2019.
.

## Palmarès

### En clubs
- Vainqueur du championnat d'Allemagne (1) : 2019

### En équipe nationale
- 4e place au championnat d'Europe 2016
- finaliste du championnat du monde 2017
- 8e place au championnat d'Europe 2018
- finaliste du championnat du monde 2019